# Gesellschafter
Ein Gesellschafter ist eine natürliche Person oder juristische Person des privaten oder öffentlichen Rechts, die als Mitglied an der Gründung einer Gesellschaft teilnimmt oder später in eine bestehende Gesellschaft durch Gesellschaftsvertrag oder kraft Gesetzes eintritt.

## Allgemeines
Der Rechtsbegriff Gesellschafter wird in Gesetzen nicht definiert, sondern als allgemein bekannt vorausgesetzt. In § 705 BGB sind Gesellschafter die handelnden Personen. § 2 Abs. 1 Satz 2 GmbHG verlangt, dass der beurkundete Gesellschaftsvertrag von sämtlichen Gesellschaftern zu unterzeichnen ist. Gesellschafter im Sinne des § 16 Abs. 3 GmbHG ist der jeweilige Inhaber eines Geschäftsanteils, auf den nach § 14 Satz 1 GmbHG eine Einlage zu leisten ist. Als Gesellschafter gilt also, wer an seiner Gesellschaft beteiligt ist. In § 2 Mitbestimmungsgesetz ist eine differenzierende Legaldefinition enthalten, wonach unter Anteilseigner die Aktionäre von Aktiengesellschaften, Kommanditaktionäre von Kommanditgesellschaften auf Aktien, Gesellschafter von Gesellschaften mit beschränkter Haftung, Gewerken von bergrechtlichen Gewerkschaften mit eigener Rechtspersönlichkeit und Genossen von Erwerbs- und Genossenschaften verstanden werden. Aus § 54 AktG folgt im Zusammenhang mit der Überschrift des dritten Teils, dass die Aktionäre der AG deren Gesellschafter sind, wobei auch eine AG Gesellschafter einer anderen AG sein kann.

## Arten der Gesellschafter
Als Gesellschafter kommen neben natürlichen Personen auch juristische Personen in Frage. So kann etwa eine GmbH (juristische Person des Privatrechts) eine Gesellschafterfunktion als Komplementärin in einer KG übernehmen, wodurch die klassische Mischform einer GmbH & Co. KG entsteht. Zudem kommt es sehr häufig vor, dass Gebietskörperschaften (juristische Personen des öffentlichen Rechts) wie Gemeinden sich als Gesellschafter an öffentlichen Unternehmen mit privater Rechtsform beteiligen. Dadurch werden sie als Gesellschafter unternehmerisch tätig und unterliegen in dieser Funktion dann dem Privatrecht.

## Gesellschaftsvertrag, Rechte und Pflichten
Die Gesellschafter sind zur Errichtung eines Gesellschaftsvertrags verpflichtet, der deshalb die formelle Grundlage der Gesellschaft bildet. Durch den Gesellschaftsvertrag werden die Gründer zu Gesellschaftern der gegründeten Gesellschaft. Der Gesellschaftsvertrag regelt das Verhältnis der Gesellschafter untereinander, die Führung der Geschäfte und die Vertretung der Gesellschaft nach außen, die Beteiligung am Gewinn und Verlust, das Ausscheiden von Gesellschaftern, die Aufnahme neuer Gesellschafter und die Auflösung der Gesellschaft. Mit seiner Gesellschafterfunktion übernimmt der Gesellschafter Rechte und Pflichten. Sie ergeben sich aus dem Gesetz (HGB, GmbH-Gesetz, AktG, GenG, PartGG, BGB) und aus dem Gesellschaftsvertrag. Insbesondere das GmbHG geht sehr detailliert auf Rechte und Pflichten ein; diese Normen können weitgehend bei anderen Rechtsformen analog angewandt werden. Die Rechte und Pflichten des Aktionärs sind im AktG kodifiziert und wurden durch die Rechtsprechung verfeinert. Gesellschafter kraft Gesetzes wird, wer durch Erbfolge die Gesellschafterposition eines verstorbenen Gesellschafters übernimmt.

## Gesellschafter einer Personengesellschaft
Gesellschafter einer OHG, KG (Kommanditist, Komplementär), BGB-Gesellschaft tragen Unternehmerrisiko und sind am Vermögen, am Gewinn und Verlust der Gesellschaft beteiligt (Mitunternehmerschaft). Bis auf den Kommanditisten haften die Gesellschafter von Personengesellschaften für Gesellschaftsschulden unbegrenzt (und gesamtschuldnerisch) mit ihrem Privatvermögen, so dass es auf das bilanzielle Eigenkapital letztlich nicht ankommt.

## Gesellschafter einer Kapitalgesellschaft
Gesellschafter im Sinne des § 16 Abs. 3 GmbHG ist der Inhaber eines Geschäftsanteils (Anteilseigner), auf den nach § 14 Satz 1 GmbHG eine Einlage zu leisten ist. Nach § 2 MitBestG wird unter Anteilseigner ein Aktionär einer Aktiengesellschaft, ein Kommanditaktionär einer Kommanditgesellschaft auf Aktien, der Gesellschafter einer Gesellschaft mit beschränkter Haftung verstanden. Verfolgen die Gesellschafter einer Kapitalgesellschaft einseitig ihre Interessen gegenüber der Gesellschaft unmittelbar zum Nachteil der Gesellschaftsgläubiger, so kommt eine Haftung – über ihre Kapitaleinlage hinaus – aus vorsätzlicher sittenwidriger Schädigung nach § 826 BGB in Betracht.

## Stiller Gesellschafter
Die stille Gesellschaft ist im deutschen und im österreichischen Gesellschaftsrecht eine Sonderform einer Personenvereinigung.